# Ligyra evansi
Ligyra evansi är en tvåvingeart som beskrevs av Joseph Hannum Painter 1969. Ligyra evansi ingår i släktet Ligyra och familjen svävflugor. Inga underarter finns listade i Catalogue of Life.